# Bampur

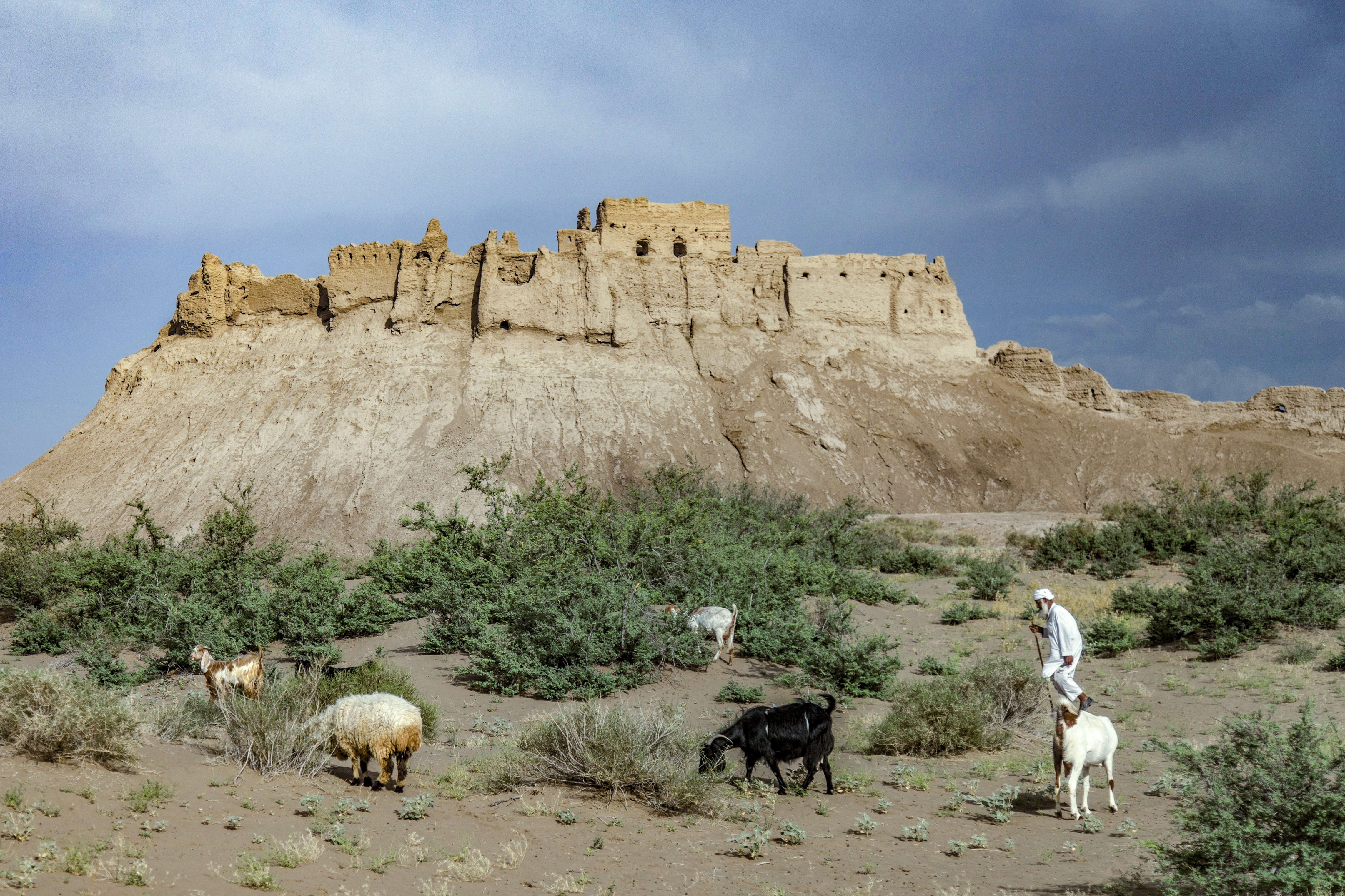
Castillo de Bampur vista oeste.

Bampur (en persa: بمپور‎: بمپور, latinizado: Bampūr y Bampoor) es una ciudad en y la capital del Condado de  Bampur, Provincia de Sistán y Baluchistán, Irán. En el censo de 2006 , se registraron 9073 habitantes, de 1664 familias.
Está localizada 330 millas  (530 km) al sureste de Kerman, en una altura de 1720 pies (520 m). En 1911, siendo la capital de la provincia, su población era aproximadamente de  2000 habitantes. Está situada en las orillas del Río Bampur, que corre de este a oeste y se vacía aproximadamente 70 millas (110 km) al oeste en un hamun, o depresión, de 50 millas (80 km) de longitud, llamado Jaz Murian.
La ciudadela antigua de Bampur, que se encontraba localizada en un cerro de aproximadamente 100 pies (30 m) alto, 3 millas (4.8 km) al norte del río, cayó en ruinas. En el 1880, se construyó un nuevo fuerte llamado Kalah Nasseri en Iranshahr (antiguamente, Pahrah) 15 millas (24 km) hacia el este.
Fahraj, que en 1911 contaba con una población de aproximadamente 2500 habitantes, se ha convertidoen un centro más importante que Bampur. Fahraj, también conocida como Pahura (o Paharu o Puhra), es identificada por algunos como el Poura donde Alejandro Magno paró en su marcha desde la región del Indo de Pakistán.
La mayoría de la población es Baluchi, quiénes hablan lengua Baluchi.